# Spitalul Clinic de Psihiatrie „Socola”
Institutul de Psihiatrie „Socola” este situat în cartierul Socola din municipiul Iași. Este unul din cele mai mari spitale de psihiatrie din România.

## Istoric
Spitalul Universitar de Psihiatrie „Socola” fost construit în perioada 1887-1889 pe locul vechiului Seminar de Teologie de la Socola (despre care scria Ion Creangă în „Amintiri din copilărie”). Spitalul a fost plasat pe dealul Buciumului, alături de Mănăstirea Socola, ctitorie a lui Alexandru Lăpușneanu.
În anul 1905 a avut loc deschiderea spitalului „Socola” ca rezultat al strădaniei doctorului Alexandru Brăescu pentru construirea unui spital modern de psihiatrie și pentru asigurarea învățământului de psihiatrie la Facultatea de Medicină din Iași.
Dezvoltarea științifică a Școlii de la Socola este inițiată începând din anul 1912 de profesorul Constantin Ion Parhon, fiind fundamentată prin cercetarea analitică a activității somato-psihice în condiții normale și patologice și afirmată prin Societatea de Neurologie, Psihiatrie, Psihologie și Endocrinologie creată în anul 1918. 
În continuare profesorul Leon Ballif a contribuit la dezvoltarea prestigiului Școlii de la „Socola” prin orientarea fiziopatologică a activității de cercetare și promovarea igienei mintale în România.
Profesorul Petre Brânzei și elevii săi fundamentează și promovează conceptul tridimensional bio-psiho-social privind procesualitatea psihică în spiritul tradițional al orientării științifice și umaniste a psihologiei românești și al Școlii de psihiatrie de la Socola, orientare dezvoltată în continuare de profesorii Constantin Romanescu, Tadeusz Pirozynski, Mihai Șelaru, Petru Boișteanu și Gheorghe Scripcaru (în domeniul psihiatriei expertale). Conceptul bio-psiho-social a imprimat specificul Școlii de la Socola reflectat în modernizarea asistenței psihiatrice și a învățământului medical universitar, postunivesitar, doctoral, de specializare și perfecționare în psihiatrie. Dezvoltarea conceptului medical bio-psiho-social în dimensiuni etice a câștigat noi valențe valorizate în fundamentarea conceptuală actuală a psihiatriei centrate pe persoană. 
Activitatea științifică este ilustrată de-a lungul timpului printr-o serie de 18 congrese organizate în perioada 1920-1938 de către C.I. Parhon și Leon Ballif, apoi de către Petre Brânzei (Relațiile interdisciplinare ale psihiatriei, Viitorul psihiatriei), T. Pirozynski (Psihiatria azi), C. Romanescu (Istoria medicinei). După anul 1989 s-au organizat la Iași 3 congrese naționale de psihiatrie, o serie de conferințe naționale, continuate sub genericul „Psihiatrie integrativă și expertală”, al 9-lea Congres Internațional Bridging Eastern and Western Psychiatry „The Bio-Psycho-Social Approach in Psychiatry (2006), Conferința Europeană de Alcoologie (2007). 
Continuarea tradiției începută în anul 1918 prin editarea revistei „Bulletins et Memoires de la Société de Neurologie, Psychiatrie et Psychologie de Iassy” este ilustrată de editarea noului „Buletin de Psihiatrie Integrativă”, revistă cotată C.N.C.S și indexată internațional.